# Emo Lucius Vriemoet

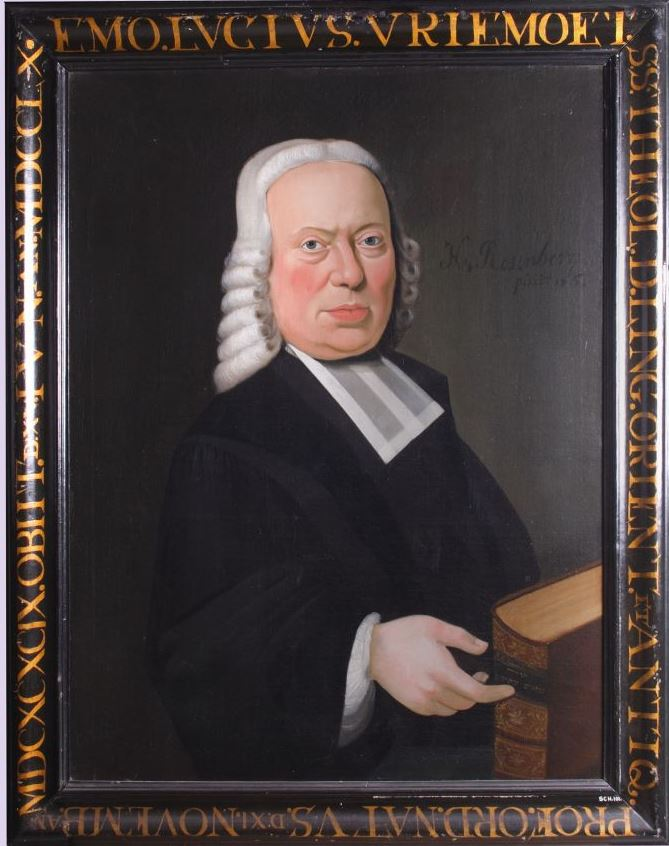
Emo Vriemoet

Emo Lucius Vriemoet (* 11. November 1699 in Emden; † 15. Juni 1760 in Franeker) war ein deutscher reformierter Theologe und Orientalist.

## Leben
Der Sohn des Buchhalters bei der afrikanischen und amerikanischen Handelskompanie, Bernard Vriemoet und dessen Frau Catharina Aldrich, erhielt den ersten Unterricht an den Lehranstalten seiner Vaterstadt. Ab 1715 bis 1722 widmete er sich an der Universität Utrecht dem Studium der Theologie und der orientalischen Literatur. Den größten Einfluss auf seine wissenschaftliche Bildung gewannen Adrian Reland, Frans Burman und Hieronymus Simons van Alphen. Unter Burmanns Vorsitz verteidigte Vriemoet 1719 seine Abhandlung: de Terrae filiis apud Judaeos … ad illustranda varia Scrituare Sacrae loca, inprimis Joh. 7, 49. Während seines Aufenthaltes in Utrecht war er mit Daniel Gerdes (1698–1765) befreundet.
Nach Beendigung seines Studiums übte er sich im Predigen. Dass er sich mit der orientalischen Literatur fortwährend beschäftigt haben muss, zeigte seine 1722 veröffentlichte Abhandlung: de Schiloh, Judae illustri germine, Genes. 49, 20. Qua de insignis illius vocabuli etymo et significatu disseritur. 1724 war er Prediger in Loenen und 1727 in Harlingen.
1730 wurde er als Nachfolger von Albert Schultens zum Professor der orientalischen Sprachen an der Universität Franeker berufen. Er trat dieses Lehramt am 15. März 1731 mit der Rede de variis gentilium, ipsorumque Christianorum quorundarn in gentem judaicam conviciis, ex ignorantia rerum orientalium maximam partem ortis an. 1738 promovierte er mit der Verteidigung des Themas de sacris gentiliuin lucis zum Doktor der Theologie und wurde zwei Jahre später Professor der hebräischen Altertümer. Vriemoet beteiligte sich auch an den organisatorischen Aufgaben der friesischen Hochschule und war 1739, 1741, 1743 sowie 1753 Rektor der Franeker Alma Mater.

## Wirken
Seine gründlichen Sprachkenntnisse benutzte Vriemoet besonders zur Erläuterung dunkler Stellen der biblischen Urkunden und hebräischen Altertümer. Dahin gehören seine aus einzelnen Dissertationen zusammengestellten Theses controversae antiquitatum israëliticarum, deren erster Teil de locis sacris der zweite Teil de personis sacris behandelte. Das Studium der morgenländischen Literatur hatte seine 1733 erschienene hebräische und arabische Grammatik gefördert. Diese erschien unter dem Titel Arabismus. Eines seiner schätzbarsten Werke waren die in lateinischer Sprache geschriebenen philologisch-theologischen Anmerkungen zu dogmatischen Beweisstellen des Alten Testaments. Jenes Werk erschien von 1743 bis 1757 in drei Bänden.

## Schriften
- Diss. de terrae filiis apud Judaeos, … ad illustranda varia Scripturae Sacrae loca, inprimis Joh. 7, 49. Utrecht 1719
- Diss. de Schiloh, Judae illustri germine. Genes. 49, 20., qua de insignis illius vocabuli etymo et significatu disseritur. Utrecht 1722
- Oratio inaug. de variis gentilium ipsorumque Christianorum quorundam in gentem Judaicam conviciis, ex ignorantia rerum orientalium maximam partem ortis. Franeker 1731
- Antiquitatum Israëliticarum theses controversae. Pars I et II. Franeker 1732–1739
- Grammatica Hebraea Altingiana et Syntaxis Buxtorfiana contracta; cui accedit detignatio dictorum Veteris Testamenti, quibus nititur theologia dogmatica. Franeker 1733
- Arabismus, exhibens Grammaticam Arabicam novam, ad methodum Hebraeae Altingianae et Syntaxeos Buxtorfianae; et Mouumenta quaedam Arabica; cum notia miscellaneis et Glossario arabico latino. Franeker 1733
- Diss. I et II. de sale terrae Matth. 5, 13. Franeker 1754–1735
- Diss. de ritibus in jurejurando a veterit Hebraeis maxime et Graecis observatis. Utrecht 1735
- Thesium ex omni philologia sacra et orientali Specimina quatuor. Utrecht 1735–1737
- Diss. I et II. de jucunda fratrum concordia, ad Ps. 133, 1. 2. Utrecht 1736
- Diss. philologica de sacris gentilium lucis. Utrecht 1738
- Oratio funebris de vita et meritis cl. A. W. Melchiorit, S. TheoL et Hist. eccles. Prof. publici. Utrecht 1738
- Schediasmata bina de Simsone apud exteros vix obvio, et de favis a Simsone repertis. Utrecht 1738
- Observationum miscellanearum argumenti praecipue philologici et theologici, quibus multis locis Sacri Codicis nova aut uberior lux adfunditur, Liber primus. Accedit oratio de conviciis Gentilium et Christiauorum quoruodam in Judaeos. Leutwarden 1740
- Diss. de angelo Gabriele, nuntio, et Spiritu sancto, auctore mirandi conceptus Mariae virginis, Luc. 1, 26. 35. Franeker 1740
- Diss. de Ps. 87. inscriptione, argumento et dispositione prophetica. Franeker 1741
- Tirocinium Hebraismi complectens breve Glossarium praecipuarum vocum Hebraearum, et dicta quaedam Veteris Testamenti ad praecipua dogmata theologica. Hebraice et Latine; cum annotationum philologicarum, quibus canonum grammaticorum rationes exponuntur, specimine. Franeker 1742
- Ad dicta classica theologiae dogmaticae Veteris Testamenti selecta, annotationes philologico-theologicae. Tom. I–III. Franeker 1743–1757
- Oratio de Academiae Frisiacae superiore praecipue anno fortunis, suoque officio, veram libertatem theologicam contra protervam licentiam tuendi. Groningen 1744
- Series Professorum et Lectorum Academiae Frisiacae. Accedunt Fasti rectorales et Syllabus eorum. qui Senatui academico fuerunt ab actis, ut et Bibliothecariorum. Franeker 1744
- Diss. de Anlaeo adyti Tabernaculi Levitici, ejusque ratione litterali et mysterio. Franeker 1745
- Thesium controversarum ad Antiquitates Israëliticas et selecta loca Veteris Testamenti Decades CL. Franeker 1749
- Diss. Selecta Veteris Testamenti. praecipue ex Decalogo. Franeker 1753
- Athenarum Frisiacarum Libri duo; quorum alter, praeter historiam Academiae, quae est Franequerae, Elogia Screniss. et Ampl. Ephororum, alter cl. Professorum, cum serie Secretariorum, Bibliothecariorum, nec non Inspectorum oeconomiae publicae, a natalibus ejus ad praesons aevum usque, complectitur. Leutwarden 1758